# Stella Explorer
Stella Explorer, artistnamn för Stella Cartriers Lagnefors, folkbokförd Stella Pauline Lena Lagnefors, född 18 augusti 1991 i Annedals församling i Göteborg, är en svensk musiker.
Stella Lagnefors far Jimmy Lagnefors är jazzmusiker och hennes mor är filmproducent. Hon växte upp i Göteborg och familjen flyttade sedan till Södermalm i Stockholm.
Hon inledde sin musikkarriär med popbandet Brödet som var verksamt mellan åren 2012 och 2018. År 2018 lämnade hon bandet för att göra solodebut som Stella Explorer. År 2022 släppte hon sin debut-EP "Dorkay house" och i maj 2023 kom andra EP:n "Lost kingdom". Hon nominerades till framtidens artist vid P3 Guld 2023 och nominerades i kategorin årets nykomling på Grammisgalan 2023.  År 2022 tilldelades hon SKAP:s pris.
Hennes musik  kännetecknas av ett ambient ljudlandskap, med influenser av pop, jazz och sydafrikanska beats.